# Działalność prezydenta Andrzeja Dudy w mediach społecznościowych
Działalność prezydenta Andrzeja Dudy w mediach społecznościowych – wykorzystanie mediów społecznościowych, w szczególności Twittera, przez prezydenta Andrzeja Dudę. Prezydent Andrzej Duda ma dwa konta na Twitterze: prywatne, @AndrzejDuda, czynne od października 2010 i oficjalne, o nazwie @prezydent.pl. Liczba obserwujących konto prywatne wynosiła w 2015 roku 357 tys., podczas gdy oficjalne konto obserwowało w tym czasie 800 osób.

## Kontrowersje odnośnie do użycia mediów społecznościowych

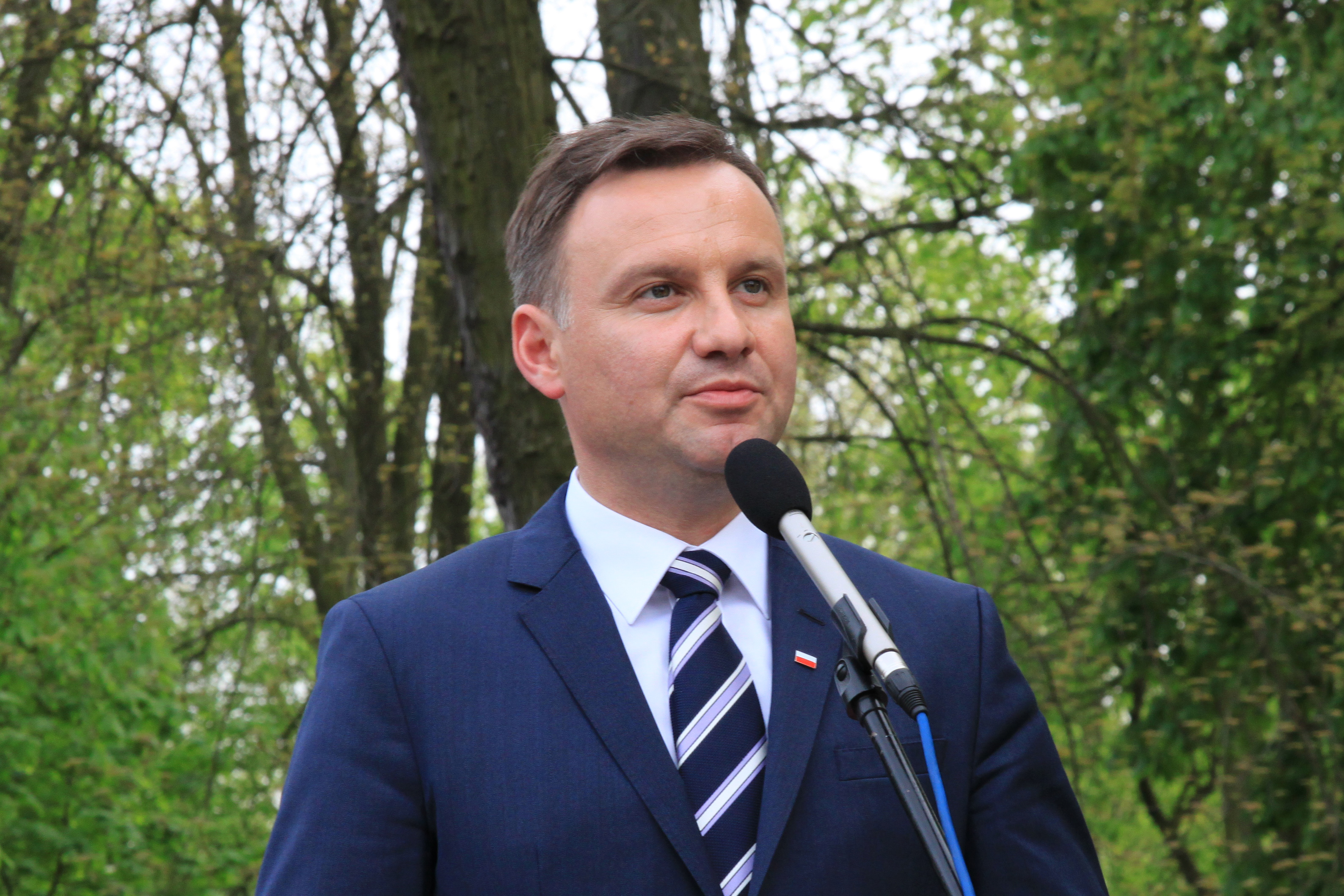
Prezydent Andrzej Duda w roku 2015

W 2016 roku media obiegła wiadomość, że część z obserwujących prezydenta to nastolatki – fanki One Direction i Justina Biebera oraz innych celebrytów. Z kolei wśród nicków obserwowanych przez prezydenta były m.in. takie jak Ruchadło leśne, Pimpuś sadełko, łafka z sosny, Seba sra do chleba, dzika foczka. Pseudonim leśne ruchadło, jak też treść niektórych wpisów obserwowanej przez niego młodzieży przeniknęły do mediów, a następnie do memów, a prezydentowi niejednokrotnie to wypominano.
Prezydent Duda wchodził w interakcję w mediach społecznościowych z młodymi ludźmi, zarówno w sprawach politycznych, jak i innych. Dla odmiany eksperci zwracali uwagę, że wśród obserwowanych przez prezydenta zabrakło liczących się autorytetów, tak polskich, jak i światowych.
Kontrowersje wzbudziły również inne poczynania prezydenta Dudy w mediach społecznościowych, jak np. polubienie nowej fryzury Roksany Węgiel, co oceniono jako niepoważne w przypadku głowy państwa i budzące zastrzeżenia co do proporcji w działaniach w ważnych sprawach i drobnostkach.

## Reakcja Kancelarii Prezydenta
Kancelaria prezydenta nie zareagowała na krytykę, stwierdziła tylko, że informacje dotyczące sposobu prowadzenia prywatnego konta na portalu społecznościowym nie stanowią informacji o działaniach podejmowanych przez Prezydenta RP Andrzeja Dudę w ramach sprawowanego urzędu Prezydenta RP i tym samym nie stanowią informacji publicznych.

## Ocena fachowców od wizerunku
Andrzej Duda uzyskał prezydenturę również głosami młodych ludzi, był częściej obserwowany na Twitterze niż główny kontrkandydat z 2015 roku, Bronisław Komorowski (Duda miał o 20 tys. obserwujących więcej). Jednak obserwowanie ludzi o kontrowersyjnych pseudonimach i wysyłanie kontrowersyjnych zdjęć typu selfie część ekspertów oceniła jako błąd wizerunkowy, choć część stwierdziła, że to sposób na wychowanie sobie elektoratu. Badacz wizerunku Olgierd Annusewicz stwierdził, że otwartość w kontaktach politycznych nie powinna przekraczać pewnych granic, kiedy pseudonimy lub teksty mogą osłabić wizerunek polityczny i nazwał działania prezydenta błędem. Dla odmiany analitycy z Uniwersytetu Śląskiego uważają, że choć nicki rozmówców prezydenta „budziły publiczne zdziwienie, zgorszenie i niedowierzanie”, w mediach społecznościowych dominuje pozytywny wizerunek prezydenta i akceptuje go ta część elektoratu, która jeszcze nie głosuje. Inni badacze uważają, że ktoś z otoczenia prezydenta uznał to za dobry ruch dla ocieplenia wizerunku.